# Astrothelium subclandestinum
Astrothelium subclandestinum är en lavart som beskrevs av William Allport Leighton. 
Astrothelium subclandestinum ingår i släktet Astrothelium och familjen Trypetheliaceae.   Inga underarter finns listade i Catalogue of Life.